# برج آی‌بی‌سی
برج آی‌بی‌سی (انگلیسی: IBC Tower) ساختمان ۳۰ طبقه مستقر در شهر فرانکفورت است، که در سال ۲۰۰۳ احداث گردید.